# Štola sv. Antonína Paduánského (Jílové u Prahy)
Štola sv. Antonína Paduánského se nachází na katastrálním území města Jílového u Prahy ve Středočeském kraji, na levém břehu Kocourského (Studeného) potoka v místní části Studené. Jedná se o jedno z mnoha desítek důlních děl v oblasti Kocourského žilného pásma.

## Historie
Po úpadku těžby v období husitských nepokojů došlo v oblasti Jílovského zlatonosného revíru k jejímu opětnému oživení až na přelomu 17. a 18. století. Středem pozornosti se stalo zejména Kocourské pásmo. Těžaři knížete Josefa Viléma Fürstenberga v polovině 18. století pracovali v okolí Starokocourské štoly. Jedním z takto znovu otevřených starých důlních děl byla štola sv. Antonína Paduánského, kde se pracovalo v letech 1753 a 1754. Uvádí se, že během těchto prací horníci nalezli staré dílo hluboké 22 láter (přibližně 40 metrů), ale protože nenašli nadějnou žilovinu, v práci dále nepokračovali a štolu opustili.

## Zpřístupnění štoly

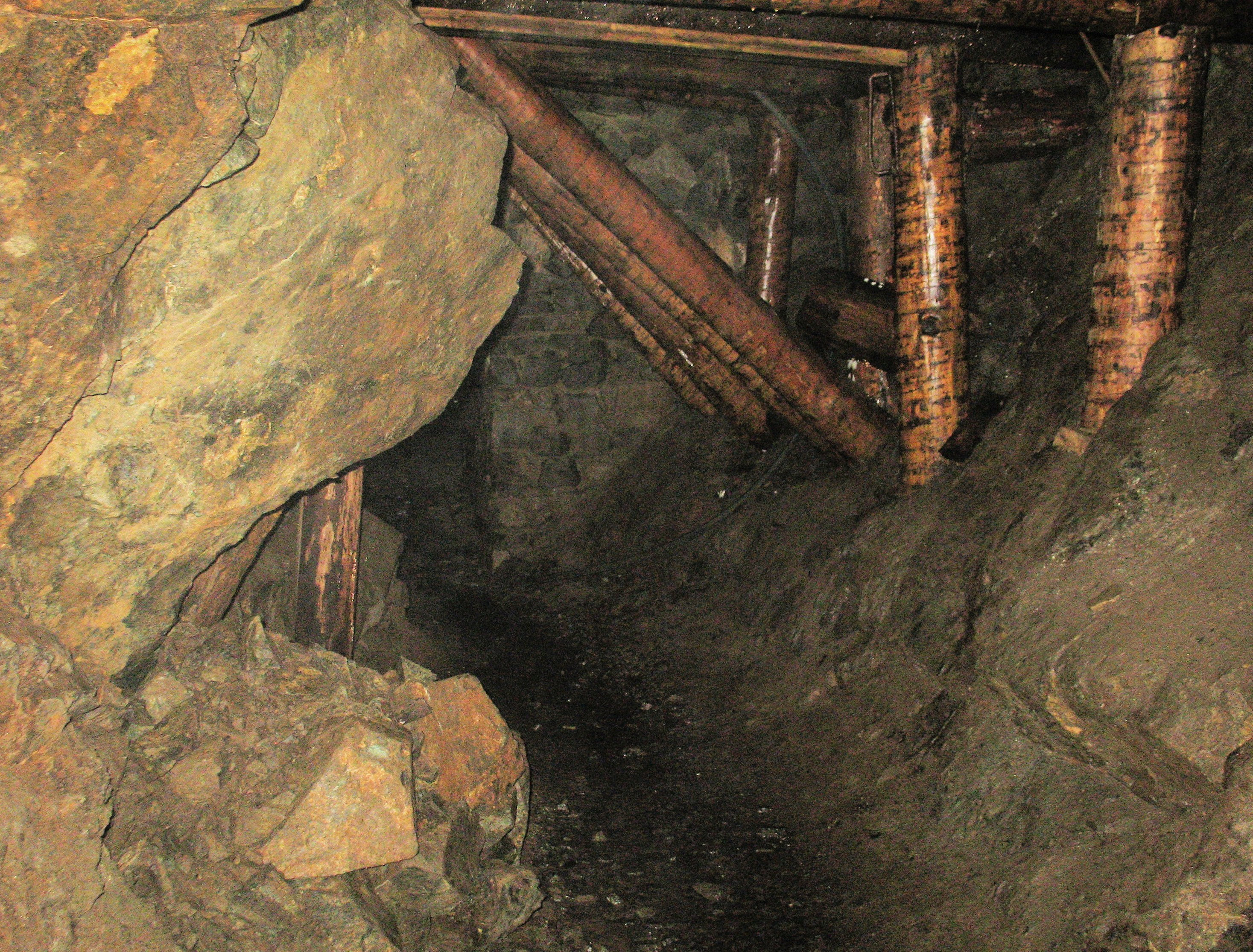
Chodba ve štole sv. Antonína Paduánského

Od té doby byla štola nepřístupná. Po 250 letech, v období let 2005 – 2007, provedli pracovníci státního podniku Diamo zabezpečení štoly. Poté byla práva a povinnosti k této štole převedena na Regionální muzeum v Jílovém u Prahy, které od roku 2008 štolu sv. Antonína Paduánského zpřístupnilo veřejnosti. Prohlídková trasa je vedena ve dvou úrovních, spojených systémem sedmi žebříků a povalů v původním úzkém komíně. Důlní chodba není osvětlena, návštěvníci zde musí použít hornické lampy, jimiž jsou vybaveni před vstupem do štoly. Návštěva tohoto starého důlního díla tak představuje unikátní zážitek, zároveň však ji nelze doporučit osobám se zdravotním handicapem. Prohlídková trasa je výjimečná nejen v oblasti Jílového, ale i mezi ostatními zpřístupněnými důlními díly v České republice. Velikost dobývek je ze všech tří štol, které jsou ve správě jílovského muzea, největší. Délka chodby je kolem 170 metrů. V zadní, veřejnosti nepřístupné části štoly, profil a rozměry chodeb horního patra napovídají, že se jedná pravděpodobně o stopy původního, mnohem staršího dolu. Mezi zajímavosti štoly patří i několik "jezírek", což jsou pozůstatky původního hloubení, později zalitého vodou.

## Dostupnost
Štola se nachází zhruba 100 metrů níže od vstupu do štoly svatého Josefa, v jejíž pokladně se prodávají vstupenky a půjčuje vybavení i pro vstup do štoly sv. Antonína Paduánského. Vstup do štoly je vzdálen cca 200 metrů od Žampašského viaduktu, k němuž vedou značené cesty od železniční stanice Jílové na trati z Prahy do Čerčan. Údolím Kocour kolem vstupu do štoly prochází naučná stezka Jílovské zlaté doly. Štola sv. Antonína Paduánského je o letních prázdninách v měsících červenci a srpnu přístupná od úterý do pátku v odpoledních hodinách od 13 do 17 hodin, v sobotu a v neděli celodenně od 10 do 17 hodin. V měsících dubnu, květnu, červnu, září a říjnu je štola přístupná pouze o víkendech v době od 10 do 17 hodin.